# Far Cry (серія відеоігор)
Far Cry — це франшиза відеоігор жанру шутера від першої особи, яка успадкувала назву від першої гри серії. Основною особливістю ігор серії є ігровий світ, який зазвичай є дикою ділянкою місцевості, яка була освоєна або окупована ворожою до протагоніста організацією. Події ігор серії відбуваються в різних частинах планети і в різний час (переважно, в наш час) і не є сюжетними сіквелами один одного, але при цьому дія всіх частин франшизи відбувається в одному ігровому всесвіті. Crysis є концептуальним продовженням Far Cry, але не є частиною серії Far Cry

## Ігровий процес
Основні ігри серії Far Cry є шутерами від першої особи (FPS) із елементами екшн-пригод. Якщо перша Far Cry та її спін-офи/ремейки були типовими FPS із розділеними рівнями, то Far Cry 2 та наступні ігри адаптували стиль гри під відкритий світ, який включає основну сюжетну лінію, побічні місії та додаткові завдання для виконання.
Між іграми серії майже немає спільних наративних елементів чи хронології. Натомість ігри Far Cry зазвичай об'єднує тема занурення гравця у «беззаконний кордон», де «сучасні цінності та закони не діють». Також присутні елементи виживання в дикій природі, включно з полюванням і крафтом. Гравець часто має співпрацювати з повстанцями, які намагаються повернути контроль над регіоном, та може протиставляти різні сторони конфлікту через свої дії. Деякі ігри серії базуються на реалістичних конфліктах, тоді як інші включають елементи надприродного чи наукової фантастики.
Ubisoft Montreal, основні розробники серії, вважають, що всі ігри поділяють спільний вигаданий всесвіт. Для підтримання цього у деяких іграх повторно використовуються другорядні персонажі. Водночас кожна гра створена таким чином, щоб її можна було проходити як окрему історію, без знання інших частин серії.
Майже всі частини франшизи мають онлайн режим або кооперативний режим. Кооперативний режим може бути як окремим ігровим режимом (Far Cry 3), так і вбудованим в основну сюжетну кампанію (Far Cry 4 і Far Cry 5). Наприклад, у Far Cry 5 редактор, який отримав назву Far Cry Arcade, дозволяє створювати власні поодинокі, кооперативні та багатокористувацькі карти з використанням об'єктів з самої Far Cry 5, а також з інших ігор компанії Ubisoft — Assassin's Creed IV: Black Flag і Watch Dogs.

## Історія

### Початок серії. Crytek (2004–2007)
Перша гра серії Far Cry була розроблена німецькою студією Crytek і стала дебютом їхнього програмного забезпечення CryEngine. Однією з цілей Crytek із CryEngine було створення реалістичних відкритих просторів із великими дистанціями огляду, що було унікальною особливістю порівняно з іншими ігровими рушіями на момент її виходу. CryEngine спочатку демонструвався як технічний демо-проєкт на виставці Electronic Entertainment Expo (E3) 1999 під назвою X-Isle: Dinosaur Island, спеціально розроблений для графічних процесорів NVIDIA. Демонстрація дозволяла користувачам досліджувати віртуальний тропічний острів, заселений динозаврами, демонструючи масштаби віртуального світу, який міг обробляти CryEngine.
Після E3 1999 Crytek уклала угоду з NVIDIA на поширення X-Isle разом із усіма графічними картами NVIDIA як програмне забезпечення для тестування продуктивності, адже на той час CryEngine був найвимогливішим ігровим рушієм на ринку. Ubisoft уклала угоду з Crytek для розробки X-Isle у повноцінну ААА-гру та отримала права на її публікацію.
У цій грі розвивається історія головного героя Джека Карвера, який натрапляє на генетичні дослідження доктора Крігера та корпорації Krieger на вигаданому острові в Мікронезії. Мета цих досліджень — створення потужних мутантів Trigen Beasts, яких згодом продавали найманцям як зброю. Гра Far Cry вийшла у березні 2004 року для Microsoft Windows і отримала високу оцінку критиків та сильні продажі, перевищивши 730 000 проданих копій за перші чотири місяці.
Після виходу Far Cry Crytek, прагнучи продемонструвати інші можливості CryEngine, у липні 2004 року підписала угоду з видавцем Electronic Arts (EA), прямим конкурентом Ubisoft, для створення нової ігрової франшизи. Такою франшизою стала серія Crysis, у межах якої Crytek продовжила вдосконалювати CryEngine. Оскільки Crytek більше не могла співпрацювати з Ubisoft, компанія доручила своїй студії Ubisoft Montreal перенести гру на різні ігрові консолі через проєкти Far Cry Instincts та Far Cry Vengeance.
Ці адаптації вимагали від Ubisoft Montreal значно переробити гру, адже консолі того часу були менш потужними, ніж персональні комп’ютери, і не могли впоратися з великими відкритими рівнями без проблем із продуктивністю. Такі версії включали більш лінійні рівні, додаткові кампанії та багатокористувацькі режими, а в деяких випадках змінювали сюжет гри на менш реалістичний.
У березні 2006 року Ubisoft придбала всі права на серію Far Cry і отримала довічну ліцензію на версію CryEngine, використану у розробці Far Cry. Студія Ubisoft Montreal залишилася основною студією, яка розробляла всі майбутні ігри серії Far Cry.

### Перехід до внутрішньої розробки (2008–2011)
Far Cry 2 була анонсована Ubisoft у липні 2007 року та включала дві значні зміни в порівнянні з попередніми іграми серії Far Cry. По-перше, вона вперше використала рушій Dunia Engine, модифіковану версію ліцензованого CryEngine, створену Ubisoft Montreal. Рушій Dunia був розроблений разом із Far Cry 2, щоб створити повністю відкритий світ, а також додати реалістичну фізику та можливість руйнування оточення.
По-друге, замість продовження наративу першої Far Cry, гра запропонувала більш відкриту історію з дев'ятьма доступними для гри персонажами. Гравець міг створювати власні історії завдяки взаємодії з іншими неігровими персонажами, завдяки розвиненій системі штучного інтелекту. Однією з причин, чому відмовилися від наративу першої Far Cry, було те, що головний герой Джек Карвер не запам'ятався гравцям. Також фінал гри, особливо у версіях Instincts і Vengeance, сильно перейшов у наукову фантастику, чого розробники хотіли уникнути в Far Cry 2. Ubisoft також визнала, що тропічна локація, яка використовувалася у попередніх версіях, могла набриднути гравцям. До того ж існували побоювання, що новий проєкт Crytek з EA також матиме тропічну локацію, тому було вирішено змінити місце дії на африканські рівнини.
Події Far Cry 2 розгортаються у вигаданій африканській країні, охопленій громадянською війною, яку фінансово підтримує таємнича фігура на ім'я Шакал. Головний герой, найманець, отримує завдання знайти і знешкодити Шакала, співпрацюючи з іншими найманцями та місцевими жителями.
Far Cry 2 вийшла у жовтні 2008 року, отримала високі оцінки критиків і здобула комерційного успіху, продавшись у кількості понад 2,9 мільйона копій до 2009 року. Однак режисер гри Клінт Хокінг зазначив, що внутрішня розробка Far Cry 2 була доволі хаотичною.
Деякі ігрові механіки, які мали зробити гру більш занурювальною, викликали суперечливі відгуки серед гравців. Наприклад, раптові напади малярії, які впливали на зір і рух персонажа, доки він не отримував ліки; система зношення зброї, яка змушувала зброю, підібрану у ворогів, ламатися після певного використання; військові блокпости, які можна було очистити від ворогів, але вони знову заповнювалися через кілька хвилин; а також система напарників, яка дозволяла викликати вибраного неігрового персонажа для допомоги в бою, але лише на короткий час. Напарник ставав доступним знову тільки після відпочинку в безпечній зоні.

### Розширення серії (2012 – дотепер)
Попередня робота над Far Cry 3, за повідомленнями, почалася одразу після випуску Far Cry 2, із планами зробити її наративним продовженням. Однак у наступні кілька років багато провідних розробників Far Cry 2 залишили студію. Проєкт зазнав значних змін, повернувшись до теми тропічного острова, схожого на перший Far Cry, але зберігши відкритий світ, як у Far Cry 2. Команда прагнула зберегти ключові елементи відкритого світу, які працювали в Far Cry 2, але додати нові функції, щоб зробити світ більш живим і цілеспрямованим у його дизайні. Це призвело до створення рушія Dunia 2, який реалізував нові функції відкритого світу, такі як система погодних умов, що вперше з'явилася в Far Cry 3. Кілька суперечливих ігрових механік Far Cry 2 були усунені .
Крім того, щоб зробити світ більш змістовним, розробники відмовилися від кількох персонажів-гравців і зосередилися на одному герої, навколо якого вони могли побудувати сильний наратив. У Far Cry 3 гравець керує персонажем, який разом із групою туристів-авантюристів потрапляє до рук пірата Вааса Монтенегро, який катує місцеве населення острова. Введення чітко визначеного лиходія, Вааса, який став ключовою фігурою сюжету, змінило підхід до подачі наступних ігор Far Cry. Кожна з них стала зосереджуватися навколо подібного харизматичного антагоніста, який був центральним для історії гри.
Far Cry 3 офіційно анонсували у 2011 році, а випустили в листопаді 2012 року. Хоча гра викликала деякі суперечки через наративні елементи, вона отримала високу оцінку критиків і продалася тиражем понад 10 мільйонів копій до 2014 року.
Основна механіка Far Cry 3 визначила загальний підхід серії, який використовувався у наступних основних іграх, але змінив локації з тропічних на інші регіони. До таких ігор належать Far Cry 4 (2014), дія якої відбувається у вигаданій гімалайській країні Кірат, що перебуває під правлінням тиранічного Пейгана Міна та його Королівської армії; Far Cry 5 (2018), події якої розгортаються у вигаданому окрузі Гоуп у штаті Монтана, де культ Судного дня «Брама Едему» під керівництвом Джозефа Сіда захопив регіон; та Far Cry 6 (2021), дія якої відбувається на вигаданому острові, схожому на Кубу, у розпал революції, де диктатор «Ель Президенте» Антон Кастільо утримує владу. Усі ці ігри зберегли тему беззаконня, а гравець повинен був покладатися не лише на бойові навички, а й на такі елементи, як полювання та крафт, щоб досягти успіху. Кожна гра використовувала рушій Dunia 2, вдосконалений для покращення продуктивності та використання нових технологій.
Окрім основних ігор, випускалися менші побічні проєкти, які базувалися на картах та ресурсах основних ігор. Першою з них стала Far Cry 3: Blood Dragon, випущена у травні 2013 року після анонсу на День дурня у квітні того ж року. Це була окрема гра, яка використовувала наявні ресурси Far Cry 3, переробляючи карти та геометрію. Вона мала гумористичний підхід до культури 1980-х років. Гра стала комерційно успішною, продавшись у кількості понад 1 мільйон копій. Її успіх привів до створення схожих «переробок», таких як Far Cry Primal (2016), побудована на основі Far Cry 4, і Far Cry New Dawn (2019), побудована на основі Far Cry 5.
Хоча Ubisoft ще офіційно не анонсувала наступну гру серії після Far Cry 6, у листопаді 2021 року з'явилися повідомлення, що наступна частина Far Cry буде грою з живим сервісом, подібною до планів Ubisoft для наступної гри Assassin's Creed, відомої під кодовою назвою Assassin's Creed Infinity. Приблизно в той самий час Ден Хей, виконавчий продюсер серії Far Cry з моменту Far Cry 3, оголосив про свій відхід із Ubisoft Montreal для пошуку інших можливостей.

## Ігри серії
| Рік           | Назва                        | Платформи     | Платформи                                               | Платформи                | Розробник        |
| Рік           | Назва                        | ПК            | Гральна консоль                                         | Інше                     | Розробник        |
| Основна серія | Основна серія                | Основна серія | Основна серія                                           | Основна серія            | Розробник        |
| ------------- | ---------------------------- | ------------- | ------------------------------------------------------- | ------------------------ | ---------------- |
| 2004          | Far Cry                      | Windows       | PlayStation 3, Xbox 360                                 | —                        | Crytek           |
| 2008          | Far Cry 2                    | Windows       | PlayStation 3, Xbox 360                                 | —                        | Ubisoft Montreal |
| 2012          | Far Cry 3                    | Windows       | PlayStation 3, PlayStation 4, Xbox 360, Xbox One        | —                        | Ubisoft Montreal |
| 2014          | Far Cry 4                    | Windows       | PlayStation 3, PlayStation 4, Xbox 360, Xbox One        | —                        | Ubisoft Montreal |
| 2018          | Far Cry 5                    | Windows       | PlayStation 4, Xbox One                                 | —                        | Ubisoft Montreal |
| 2021          | Far Cry 6                    | Windows       | PlayStation 4, PlayStation 5, Xbox One, Xbox Series X/S | —                        | Ubisoft Toronto  |
| Спінофи       | Спінофи                      | Спінофи       | Спінофи                                                 | Спінофи                  | Розробник        |
| 2005          | Far Cry Instincts            | —             | Xbox                                                    | —                        | Ubisoft Montreal |
| 2006          | Far Cry Instincts: Evolution | —             | Xbox                                                    | —                        | Ubisoft Montreal |
| 2006          | Far Cry Instincts: Predator  | —             | Xbox 360                                                | —                        | Ubisoft Montreal |
| 2006          | Far Cry Vengeance            | —             | Wii                                                     | —                        | Ubisoft Montreal |
| 2007          | Paradise Lost                | —             | —                                                       | Аркадний ігровий автомат | Global VR        |
| 2013          | Far Cry 3: Blood Dragon      | Windows       | PlayStation 3, PlayStation 4, Xbox 360, Xbox One        | —                        | Ubisoft Montreal |
| 2016          | Far Cry Primal               | Windows       | PlayStation 4, Xbox One                                 | —                        | Ubisoft Montreal |
| 2019          | Far Cry New Dawn             | Windows       | PlayStation 4, Xbox One                                 |                          | Ubisoft Montreal |

### Far Cry(2004)
Основна стаття: Far Cry
Far Cry — відеогра в жанрі шутера від першої особи. Події гри відбуваються на острові в південній частині Тихого океану і оповідають історію Джека Карвера, колишнього спецназівця. Гра була розроблена компанією Crytek і видана Ubisoft в 2004 році.

### Far Cry Instincts(2005)
Основна стаття: Far Cry Instincts
Far Cry Instincts — гра, розроблена і видана Ubisoft для консолі Xbox. Також вона була запланована для Nintendo GameCube і PlayStation 2, але була скасована. Є істотні зміни в порівнянні з ПК-версією Far Cry. Оскільки Instincts розроблювалась, здебільшого, для консолей — карти менш відкриті, оскільки консолі були нездатні до рендерингу великих островів ПК-версії. Це було виправлено включенням додаткових мультіплеєрних режимів через сервіс Xbox Live, поряд з новими можливостями (дикі здатності) і режимом створення карт, який дозволяє користувачам створювати свої власні карти для мультиплеєра.

### Far Cry Instincts Evolution(2006)
Основна стаття: Far Cry Instincts Evolution
Far Cry Instincts: Evolution — продовження Instincts, було випущено для Xbox 27 березня 2006 року. Evolution включає в себе нову одиночну кампанію, хоча і значно вкорочений, ніж кампанія, яка була в Far Cry Instincts. Сюжетна лінія присвячена роботі Джека Карвера на жінку на ім'я Кейд, що призводить до того, що на нього полюють місцеві органи влади через змову під час невдалої операції з продажу зброї.

### Far Cry Instincts: Predator(2006)
Основна стаття: Far Cry Instincts: Predator
Far Cry Instincts: Predator, тайтл Xbox 360, вийшов в той же день, що і Evolution. Він містить графічно розширені версії Far Cry Instincts та Evolution.

### Far Cry Vengeance(2006)
Основна стаття: Far Cry Vengeance
Far Cry Vengeance — відеогра, розроблена і видана Ubisoft для консолі Wii. Гра вийшла 12 грудня 2006 року. Far Cry: Vengeance схожа на Far Cry Instincts: Evolution тим що Vengeance значною мірою містить той же сюжет, що і Evolution, а також містить три нових рівні, нові види зброї і транспортних засобів і інше управління.

### Far Cry Paradise Lost(2007)
Основна стаття: Far Cry Paradise Lost
Paradise Lost — аркадна версія Far Cry Instincts, випущена в 2007 році компанією Global VR.

### Far Cry 2(2008)
Основна стаття: Far Cry 2
Друга основна гра в серії. Гравці вибирають свого персонажа з-поміж дев'яти різних найманців.
Сюжет крутиться навколо головного антагоніста, Шакала, який обернув дві вигадані угруповання в Африці один проти одного. Гра вийшла 21 жовтня 2008 року в Північній Америці і 24 жовтня 2008 року в Європі.

### Far Cry 3(2012)
Основна стаття: Far Cry 3
Джейсон Броді, молодий чоловік, потрапляє в полон з друзями після скайдайвингу, але йому вдається втекти від смерті, хоча його брат загинув під час втечі, а про інших нічого не відомо. Денніс Роджерс допомагає Броді відкрити власні приховані сили для боротьби проти місцевих піратів.

### Far Cry 3: Blood Dragon(2013)
Основна стаття: Far Cry 3: Blood Dragon
Far Cry 3: Blood Dragon — самостійне доповнення для Far Cry 3, події якого відбуваються в альтернативному 2007 році.

### Far Cry 4(2014)
Основна стаття: Far Cry 4
У Гімалаях знаходиться регіон Кірат. Колись тут вирувала революція, лідерами якої були Мохан Ґейл і Пейґан Мін. Незабаром після перемоги революції недавні союзники стали ворогами. Між ними розгорнулася боротьба за владу і за серце однієї жінки, Ішварі. Владу в результаті взяв Мін, ставши новим диктатором, а Ішварі полюбила Мохана. Незабаром Мохан загинув і Ішварі з маленьким сином була змушена виїхати з Кірату в США.
Через роки Аджай Ґейл, син Мохана і Ішварі, повертається в Кірат, щоб виконати останню волю матері і розвіяти її прах на батьківщині. Однак в Кираті знову неспокійно: організація «Золотий шлях» веде озброєну боротьбу проти Пейґан Міна і його людей. Крім того, Мін дізнається про приїзд сина свого давнього суперника і будує власні плани на його рахунок. Тепер Аджаю належить залишитися в живих посеред хаосу громадянської війни і зіграти свою роль в історії Кірату.

### Far Cry Primal(2016)
Основна стаття: Far Cry Primal
Події гри розгортаються близько 10 тисяч років тому в період мезоліту у вигаданій країні Урус. Головному герою належить очолити плем'я «вінджа» і знищити інші племена країни.

### Far Cry 5(2018)
Основна стаття: Far Cry 5
Дії подій гри розгортаються в США в вигаданому окрузі Хоуп, штат Монтана, де заступник шерифа (персонаж вперше власноруч і повністю настроюється гравцем) бореться проти культу судного дня під назвою «Ворота Едему». Гра була сильно натхненна низкою соціально-політичних подій сучасної історії, зокрема Холодною війною та терактами 11 вересня. Команда розробників прагнула передати гнітючу суспільну атмосферу після цих подій і переосмислити її для гри.
Far Cry 5 отримала загалом позитивні відгуки за дизайн світу, візуальну складову, ігровий процес та саундтрек, хоча сюжет і деякі персонажі піддалися критиці. Гра також стала об’єктом суперечок після її анонсу, що збігся з періодом загострення політичних конфліктів. Вона мала комерційний успіх і стала найшвидше продаваною частиною франшизи, заробивши понад 310 мільйонів доларів у перший тиждень продажів.

### Far Cry New Dawn(2019)
Основна стаття: Far Cry New Dawn
Події гри відбуваються через 17 років після ядерної катастрофи Far Cry 5. Капітан безпеки, прибуває в округ Хоуп, штат Монтана, на запрошення Карміни, дочки Ніка Рая, щоб допомогти місцевим жителям розібратись з бандою рейдерів та налагодити життя в окрузі. Головному герою протистоять у цьому ватажки банди рейдерів на чолі з близнючками Міккі та Лу, які намагаються взяти під свій контроль весь округ та поневолити місцевих жителів.

### Far Cry 6 (2021)
Основна стаття: Far Cry 6
Дія відбувається у вигаданій тропічній країні Яра, і розповідає про протистояння головного героя Дані Рохас (або героїні) місцевого опору і жорстокого диктатора Антона Кастільо. Гра була натхненна кількома революціями новітньої історії, передусім Кубинською революцією 1953–1959 років, і включає повернення кількох елементів із попередніх частин Far Cry, таких як тропічне оточення та повністю озвучений головний герой.
Far Cry 6 отримала загалом змішані відгуки. Хоча антураж, графіка, акторська гра Еспозіто та деякі незначні покращення ігрової формули були схвально оцінені, брак інновацій і застарілий дизайн викликали критику.

## Інші медіа-продукти

### Екранізації
- Фільм, оснований на грі, зняв Уве Болл і він вийшов 2008 року.
- Також 2012 року за мотивами Far Cry 3 випустили комедійний серіал з 4 серій «Far Cry Experience». Головну роль в ньому зіграв Крістофер Мінц-Плассе.
- Також для Far Cry 5 в 2018 році вийшов 30-хвилинний фільм-приквел — Far Cry 5: Inside Eden's Gate.

### Анімаційний серіал
У 2019 році було оголошено, що Ubisoft співпрацює з Аді Шанкаром для створення анімаційного серіалу під назвою Captain Laserhawk: A Blood Dragon Remix. У червні 2021 року повідомили, що серіал знаходиться у виробництві для платформи Netflix, причому анімацією займається студія Bobbypills, а креативним директором виступає Балак. Серіал вийшов 19 жовтня 2023 року.

### Настільна гра
20 вересня 2021 року було оголошено, що видавець настільних ігор Funforge співпрацюватиме з Ubisoft для створення настільної гри на основі франшизи під назвою Far Cry Beyond.

### Новели
- Німецькомовні новели Майкла Т. Бхатті:
  - Far Cry: Götterdämmerung (Panini, 2007, ISBN 3-8332-1568-2) — розширена новелізація оригінальної гри Far Cry.
  - Far Cry 2: Blutige Diamanten (Panini, 2008, ISBN 3-8332-1742-1) — приквел до Far Cry 2.
- Far Cry: Absolution (2018) Урбана Уейта – приквел до Far Cry 5.

### Комікси
- Far Cry: Rite of Passage (2021) — мінісерія коміксів, опублікована Dark Horse Comics як доповнення до Far Cry 6. У центрі сюжету — головний антагоніст гри Антон Кастільйо, який розповідає своєму сину Дієго повчальні історії про злети й падіння попередніх лиходіїв серії (Вааса Монтенегро, Пейгана Міна та Джозефа Сіда).
- Happy Vaas Day (2021) — ваншот-манґа авторства Хірому Наґасе, опублікована Jump у співпраці з Ubisoft. Історія зосереджена на молодому Ваасі Монтенегро[29][30].
- Inside (2021) — ваншот-манґа, опублікована Jump у співпраці з Ubisoft. У сюжеті молодий чоловік грає у Far Cry 4 і починає розмірковувати над моральними аспектами персонажів[29][30].
- Far Cry: Esperanza's Tears (2022) — комікс-приквел до Far Cry 6, опублікований Ablaze у жовтні 2022 року[31].

## Продажі
Станом на 2023 рік, серія Far Cry продалася тиражем у 52,5 млн. копій. Найбільш продаваною грою у серії стала Far Cry 5 (2018), яка продалася накладом у 10+ мільйонів копій.